# Список послов СССР и России в Гане
В статье представлен список послов СССР и России в Республике Гана.
- 14 января 1958 г. — установление дипломатических отношений на уровне посольств.

## Список послов
| Срок полномочий                   | Посол                         | Годы жизни | Вручение верительных грамот |
| --------------------------------- | ----------------------------- | ---------- | --------------------------- |
| СССР                              |                               |            |                             |
| 24 апреля 1959 — 1 ноября 1962    | Михаил Дмитриевич Сытенко     | 1918—2009  | 14 августа 1959             |
| 1 ноября 1962 — 28 декабря 1967   | Георгий Михайлович Родионов   | 1915—1972  | 26 ноября 1962              |
| 28 декабря 1967 — 10 июля 1971    | Василий Степанович Сафрончук  | 1927—2004  | 14 марта 1968               |
| 10 июля 1971 — 3 мая 1974         | Владимир Иванович Чередник    | 1926—1987  | 6 ноября 1971               |
| 3 мая 1974 — 30 сентября 1979     | Юрий Владимирович Бернов      | 1922—2002  | 24 мая 1974                 |
| 30 сентября 1979 — 14 марта 1984  | Анатолий Иванович Иванцов     | 1922—2011  | 27 декабря 1979             |
| 14 марта 1984 — 0 июня 1989       | Вячеслав Михайлович Семёнов   | 1923—2017  | 30 марта 1984               |
| 30 июня 1989 — 17 августа 1991    | Евгений Дмитриевич Островенко | род. 1940  |                             |
| 17 августа 1991 — 25 декабря 1991 | Владимир Николаевич Токин     | 1937—2019  |                             |
| Российская Федерация              |                               |            |                             |
| 25 декабря 1991 — 6 сентября 1997 | Владимир Николаевич Токин     | 1937—2019  |                             |
| 6 сентября 1997 — 4 апреля 2002   | Павел Денисович Павлов        | род. 1938  |                             |
| 4 апреля 2002 — 26 июля 2006      | Валерий Яковлевич Орлов       | род. 1947  |                             |
| 26 июля 2006 — 2009               | Андрей Викторович Покровский  | 1957—2009  |                             |
| 4 декабря 2009 — 30 мая 2014      | Владимир Владимирович Барбин  | род. 1957  |                             |
| 30 мая 2014 — 17 мая 2021         | Дмитрий Юрьевич Суслов        | род. 1955  | 29 августа 2014             |
| 17 мая 2021 — по настоящее время  | Сергей Леонидович Бердников   | род. 1966  | 25 июня 2021                |